# Eduardo Francisco Mac Loughlin
Eduardo Francisco Mac Loughlin (* 13. Mai 1918; † 1983), gelegentlich auch McLoughlin geschrieben, war ein argentinischer Militär, Politiker und Diplomat.

## Militärische und diplomatische Karriere
Eduardo Francisco Mac Loughlin gehörte zur zweiten Generation einer irischen Familie, die aus dem County Wexford nach Argentinien eingewandert war. Er trat 1937 in die argentinische Armee ein und wurde zum Luftwaffenoffizier ausgebildet. 1947 wurde er als Militärattaché an die Botschaft in London entsandt. 1956 wurde er Attaché in Washington, D.C. 1957 war Mac Loughlin in der Regierung von Pedro Eugenio Aramburu als Nachfolger von Julio César Krause kurzzeitig Luftwaffenminister. Von August 1966 bis Juni 1970 war er Ambassador to the Court of St James’s in London.

## Minister
Als Brigadegeneral war Mac Loughlin von Juni bis Oktober 1970 Innenminister in der Regierung von General Roberto Marcelo Levingston. Von Juni 1972 bis Mai 1973 war er Außenminister in der Regierung von General Alejandro Agustín Lanusse. Während seiner Amtszeit verhandelte er mit der britischen Regierung – letztlich ergebnislos – über eine Übertragung der Souveränität über die Falklandinseln.